# Albrecht II. (Bayern)
Albrecht II. (* 1368; † 21. Januar 1397 in Kelheim) war der zweite Sohn Herzog Albrechts I. von Straubing-Holland. Von 1387 bis zu seinem Tod war er Statthalter des niederbayerischen Teils des Herzogtums. Während dieser Zeit, die von einem wirtschaftlichen Aufschwung und reger Bautätigkeit geprägt war, wurde die Residenzstadt Straubing zum Mittelpunkt eines prächtigen Hoflebens. Albrecht II. nahm regelmäßig an Turnieren teil. Er kämpfte in Bayern gegen die schwäbischen Städte und im Norden gegen die Friesen. Er wurde nur knapp 29 Jahre alt. Sein Grab in der Straubinger Karmelitenkirche ist einer der wertvollsten Kunstschätze der Stadt.

## Zeitgeschichtlicher Hintergrund

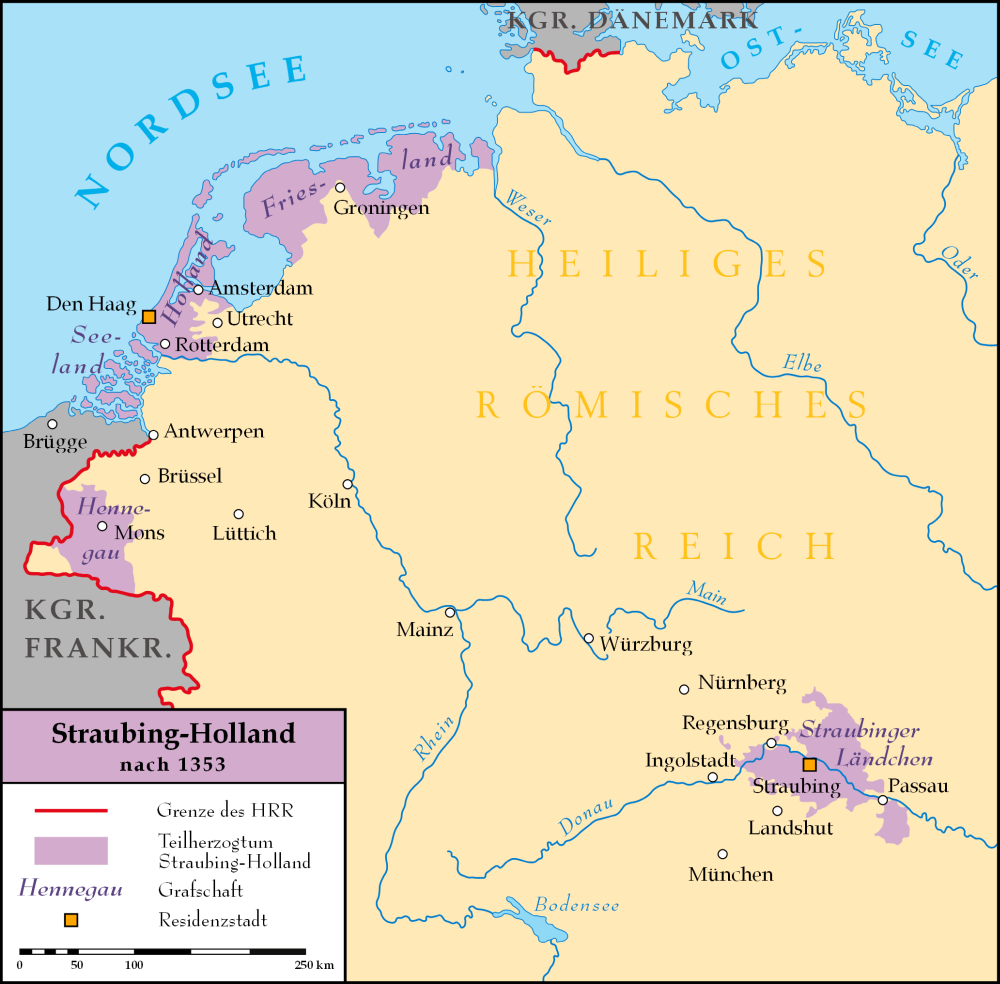
Das Herzogtum Straubing-Holland

Mit Albrechts Großvater Ludwig IV. hatten die Wittelsbacher 1314 erstmals den römisch-deutschen König gestellt. Nach dem Tod Ludwigs IV. 1347 wurde Bayern unter seinen sechs Söhnen aufgeteilt. Wilhelm I. und Albrecht I. erhielten 1353 im Regensburger Vertrag das Herzogtum Straubing-Holland. Dieses bestand aus dem Straubinger Ländchen im heutigen Niederbayern und den niederländischen Grafschaften Holland, Zeeland, Friesland und Hennegau, die über Ludwigs Ehefrau Margarethe von Holland an die Wittelsbacher gekommen waren. Nachdem Wilhelm I. 1358 aufgrund einer Geisteskrankheit regierungsunfähig geworden war, übernahm sein Bruder Albrecht I. bis zu seinem Tod 1404 die Verwaltung des gesamten Herzogtums.
Das Todesjahr Ludwigs IV., 1347, stellt einen Einschnitt in der Geschichte Europas dar. Der Schwarze Tod, eine Pestepidemie ungeahnten Ausmaßes, verbreitete sich auf dem ganzen Kontinent und ließ dessen Bevölkerung rapide schrumpfen. Der Bevölkerungsrückgang hielt über ein Jahrhundert lang an und kam erst über vierzig Jahre nach dem Tod Wilhelms zum Stillstand. Zu den verheerenden ökonomischen und demografischen Auswirkungen der Pest traten der 1337 ausgebrochene Hundertjährige Krieg zwischen England und Frankreich. Auch der Einfluss der Kirche, die sich 1378 im Avignonesischen Schisma für vier Jahrzehnte spaltete, ging zurück. Wegen dieser Entwicklung spricht man für die Zeit, in die Albrecht geboren wurde, auch von der Krise des Spätmittelalters.

## Leben

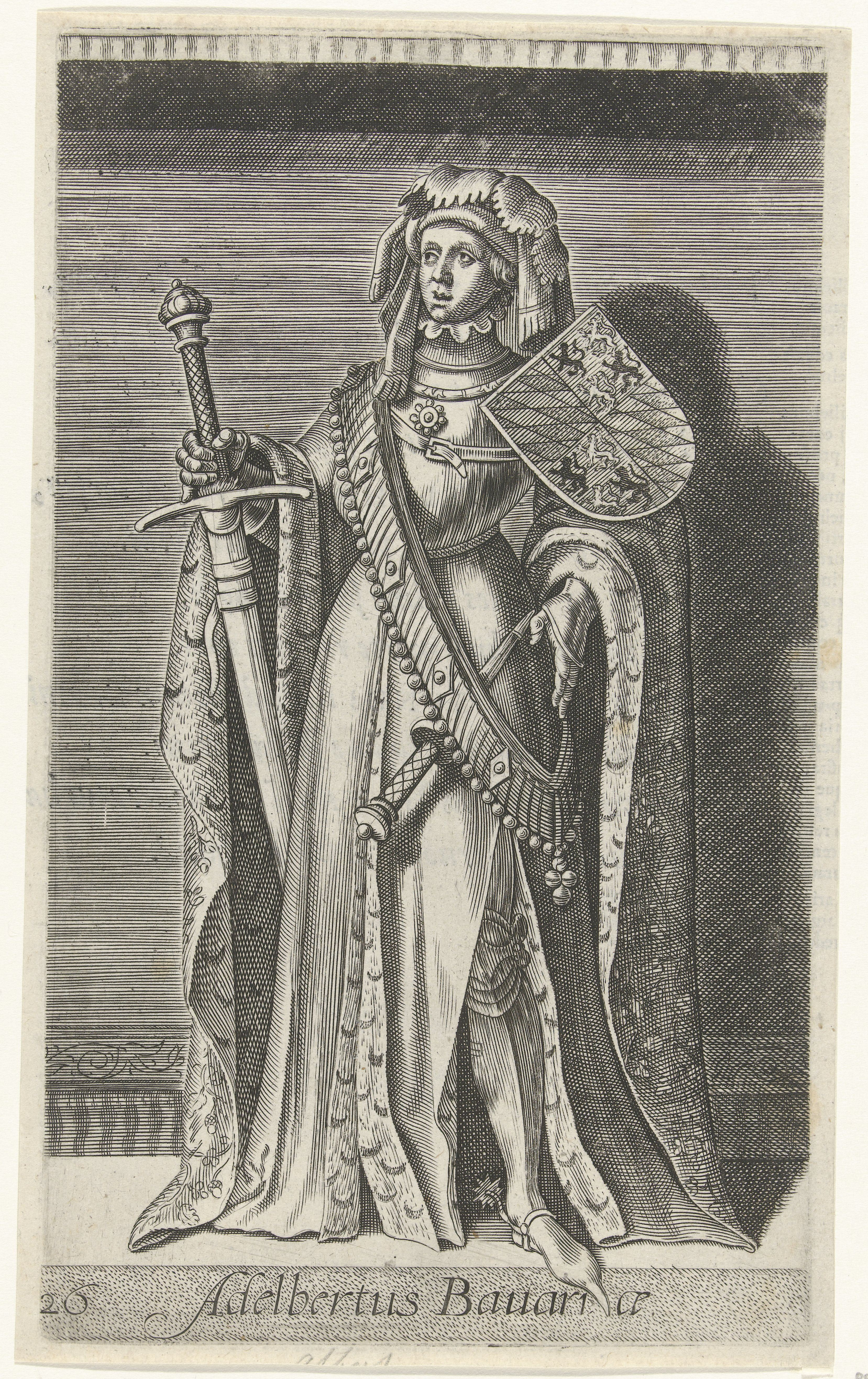
Albrecht I. von Bayern, der Vater Albrechts II.

### Jugend und Privatleben
Albrecht II. wurde 1368 als fünftes Kind Herzog Albrechts I. und seiner Ehefrau Margarete von Liegnitz-Brieg geboren, sein Geburtsort ist unbekannt. Bereits 1370 wurde vereinbart, dass er die zwei Jahre ältere Kaisertochter Anne von Böhmen heiraten sollte; diese ehelichte jedoch schließlich 1382 den englischen König Richard II.
Seit 1377 wurde Albrecht II. in Niederbayern von Landgraf Johann von Leuchtenberg erzogen, den sein Vater 1368 dort zum Pfleger ernannt hatte, und auf seine zukünftige Aufgabe als Herzog in Straubing vorbereitet. Im Alter von 19 Jahren wurde er dort von seinem gleichnamigen Vater, der bis 1358 selbst von Straubing aus regiert hatte, zum Statthalter ernannt. Albrecht II. entfaltete eine prächtige Hofhaltung. Landschreiberrechnungen zufolge wurde an seiner Tafel welscher Wein zu mit Pfeffer, Ingwer und Safran gewürzten Speisen gereicht, während Schauspieler und Musiker für Unterhaltung sorgten. Albrechts Gäste hörten etwa den Sänger des römisch-deutschen Königs, den Herold des Herzogs von Österreich oder Musikanten vom väterlichen Hof in Den Haag. Mit besonders großem Aufwand wurden hochgestellte Besucher wie der burgundische Herzog Johann Ohnefurcht behandelt, der 1395 auf dem Weg in die Schlacht von Nikopolis gegen die Osmanen in Straubing Station machte.
Albrecht II. versuchte sich erfolgreich im von seinem Vater in Niederbayern eingeführten Papageienschießen, bei dem man mit der Armbrust auf einen hölzernen oder tönernen Vogel schoss, und begeisterte sich für das ritterliche Leben. Regelmäßig besuchte er mit seinen Untergebenen die Turniere des deutschen und europäischen Hochadels und kämpfte etwa 1390 in Landshut, 1391 in Nürnberg und 1393 in Heidelberg. Auch begab er sich gern in Badstuben. Der junge Statthalter ließ sich dort den Landschreiberrechnungen zufolge meist von zwei jungen Frauen betreuen. Albrecht sorgte sich auch um sein Seelenheil. Oft spendete er Geld an Priester, Pilger oder Arme. Das Totengedenkbuch der 1250 gegründeten Straubinger Priesterbruderschaft, einer Gebetsvereinigung niederbayerischer Geistlicher, nennt ihn als erstes Laienmitglied. Daneben vernachlässigte Albrecht II. aber auch seine eigentliche Aufgabe nicht, die Verwaltung des ihm von seinem Vater anvertrauten Straubinger Ländchens.

### Regierungstätigkeit

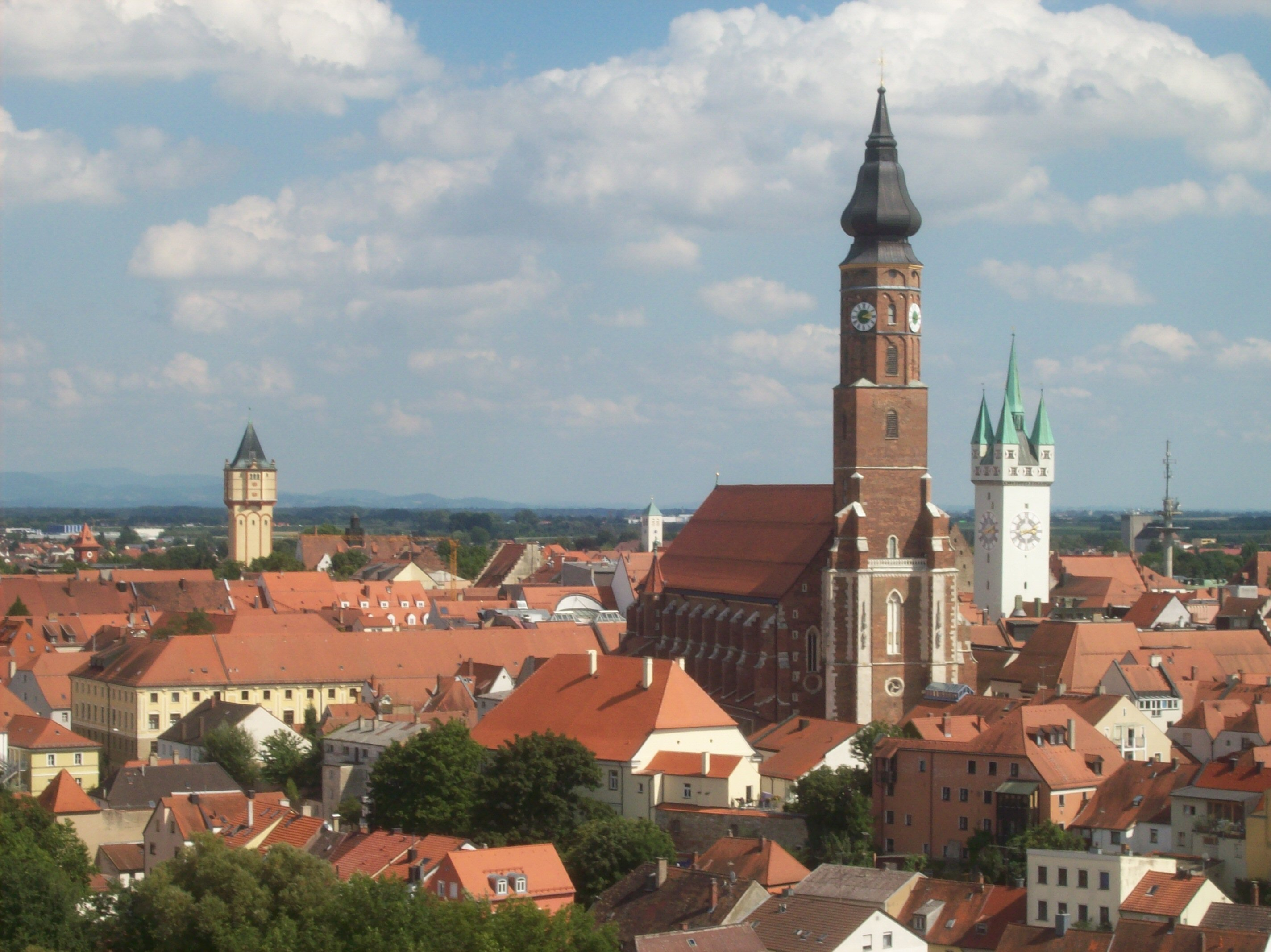
Während der Regierungszeit Albrechts II. wurden mehrere Gebäude begonnen, die bis heute das Straubinger Stadtbild prägen, darunter der Stadtturm und die Basilika St. Jakob.

Die Regierungstätigkeit Albrechts II. ist außer in den Rechnungsbüchern seines Landschreibers Wolfhart auch in einer Reihe von Urkunden dokumentiert. Diese zeigen, dass Albrecht I. seinem Sohn erst nach und nach die volle Verantwortung überließ. So verfügte der ältere Albrecht am 17. September 1389, dass die Straubinger Bürger für den Unterhalt der Donaubrücke und des seit 1376 verlegten Straßenpflasters dauerhaft die Einnahmen aus dem herzoglichen Brückenzoll erhalten sollten. Insbesondere die Instandhaltung der Donaubrücke war eine wichtige Aufgabe, da es zu dieser Zeit im ganzen Herzogtum nur drei davon gab, in Kelheim, in Straubing und in Deggendorf. Drei Jahre später, am 20. Mai 1392, überließ Albrecht I. es bereits seinem Sohn, die Privilegien der Stadt Straubing zu bestätigen.
Der jüngere Albrecht wahrte aber auch die Interessen des Hauses Wittelsbach in Bayern. Er nahm 1388/89 persönlich am Städtekrieg zwischen den bayerischen Herzögen und den schwäbischen Städten teil und pflegte bei gegenseitigen Besuchen und gemeinsamen Jagden seine Beziehungen zu seinen weltlichen und geistlichen Nachbarn, dem niederbayerischen Adel, dem Regensburger Bischof Johann von Moosburg und dem Bischof von Passau. 1390 begleitete er seine Schwester Johanna nach Wien, 1393 besuchte er König Wenzel in Prag. An den innerwittelsbachischen Streitigkeiten um die Landesteilung von 1392 beteiligte er sich nicht.
Im Inneren förderte Albrecht II. wie schon sein Vater die wirtschaftliche Entwicklung der etwa 30 Städte und Märkte im Straubinger Ländchen. Vor allem in der Hauptstadt Straubing entfaltete sich eine rege Bautätigkeit. Neben dem 1356 von Albrecht I. begonnenen Herzogschloss sind hier vor allem die großen Kirchenbauten St. Jakob, St. Veit und Karmelitenkirche zu nennen, an denen Größen wie die Dombaumeister Hans Krumenauer und Hans von Burghausen mitwirkten. Ebenfalls in diese Zeit fiel der Umbau eines Anwesens am Stadtplatz zum Rathaus und die Vollendung des ersten Bauabschnitts des Stadtturms.
Albrecht II. war zwar als Erbe für den niederbayerischen Teil des Herzogtums vorgesehen, während die nördlichen Gebiete an seinen Bruder Wilhelm II. gehen sollten, er hielt sich aber dennoch über die Lage dort auf dem Laufenden. Mehrfach besuchte er seinen Vater und seinen Bruder in den Niederlanden. Eine Reise zwischen Straubing und Den Haag dauerte damals 3 bis 4 Wochen. Zwischen den beiden Städten des Reiches gab es dennoch regelmäßigen Verkehr. So hielt sich Albrecht im Sommer 1391 in Den Haag auf und bereiste mit seinem Vater die wichtigsten holländischen und seeländischen Städte. 1396 bekämpfte er gemeinsam mit Albrecht I. und Wilhelm II. aufständische Friesen.

### Tod und Grabmal

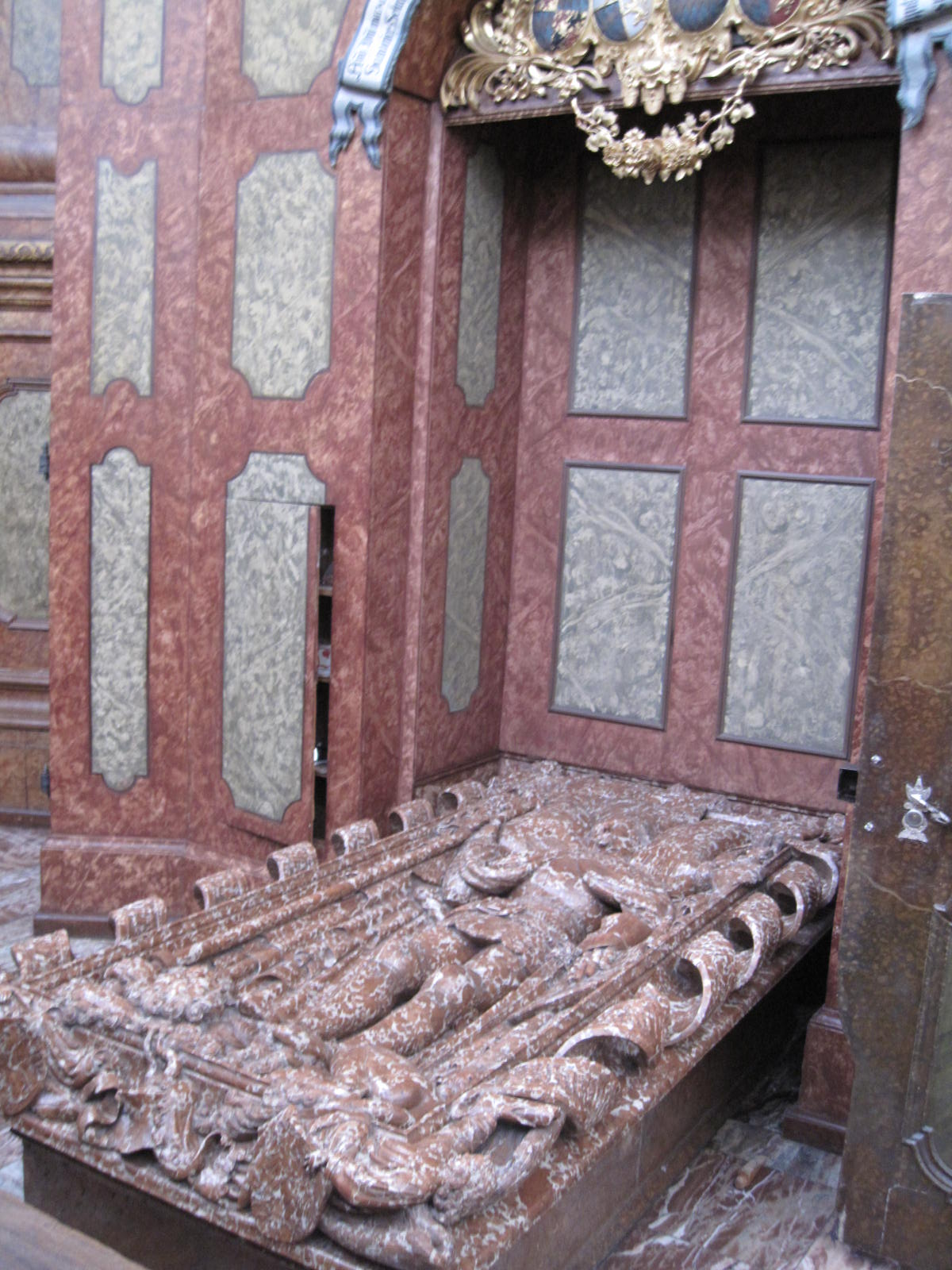
Das Grabmal Albrechts II. in der Straubinger Karmelitenkirche

Auf dem Rückweg von den Niederlanden nach Straubing starb Albrecht II. am 21. Januar 1397 in Kelheim im Alter von kaum 29 Jahren. Vermutlich fiel er einer Lungenentzündung zum Opfer. Der Chronica de principibus terrae Bavarorum (1425–1428) des Augustinerchorherren Andreas von Regensburg zufolge, die etwa dreißig Jahre nach seinem Tod verfasst wurde, war er „ein junger, grosser, herlich man, in gütikait gros ze prüfen“.
Albrecht II., der die Hofseelsorge den Karmeliten übertragen hatte, wurde in der Kirche des Karmelitenklosters in Straubing begraben. Das Hochgrab aus rotem Marmor im 1395 fertiggestellten Chor der Kirche wurde um 1410 von seinem Bruder Johann III. errichtet, der ihm als Statthalter in Straubing nachgefolgt war. Es ist als einziges Grabmal eines männlichen Mitglieds der Linie Straubing-Holland bis heute erhalten geblieben. Die Tumba zeigt Albrecht liegend, der durch Herzogshut, Rüstung, Fahne und Rautenschild als Herzog von Bayern zu erkennen ist. Zu seinen Füßen ruht ein Löwe. Die Grabinschrift lautet:

ANNO DO(MINI) M CCC XC VII I[N] DIE BEATE AGNETIS ILLUST(RI)S PRINCEPS D(OMI)N(US) ALBERT(US) DUX BAUARIE EX HAC VITA MIGRAVIT CUI(US) ANIMA CUM FIDELIBUS REQUIESCAT IN PACE

„Im Jahr des Herrn 1397, am Tag der heiligen Agnes, wanderte der berühmte Fürst Herr Albrecht, Herzog von Bayern, aus diesem Leben. Seine Seele möge mit den Gläubigen in Frieden ruhen.“